# Medlov (Moravia meridionale)
Medlov (in tedesco Mödlau) è un comune mercato della Repubblica Ceca facente parte del distretto di Brno-venkov, in Moravia Meridionale.